# 宽叶新疆乳菀
宽叶新疆乳菀（学名：Galatella songorica var. latifolia）为唇形科刺蕊草属下的一个变种。

## 扩展阅读
- 維基物種上的相關：宽叶新疆乳菀